# 馬毓泉
馬毓泉（ば いくせん、MA Yu-Chuan、 马 毓泉、1916年2月21日 - 2008年8月6日）は、中国の植物分類学者である。

## 経歴
1916年、江蘇省蘇州市生まれ。1935年に北京師範大学に入学し、翌年からは北京大学で学んだ。1937年に盧溝橋事件が起こり、日中戦争が勃発すると黄埔軍官学校に転じ、卒業後は陸軍に従軍した。
1943年に黄埔軍官学校に復学し、西南連合大学で学んだ。1950年に講師となり、中国植物学会の事務局長に任じられた。1957年に内モンゴル大学に移り李継侗(Li Jitong)のもとで働いた。1976年、内蒙古植物志編纂委員会が作られると、1976年から1985年の間「内蒙古植物志」8巻の編集に従事。内モンゴルの植物を研究し、学名の確定を行った。2008年、フフホトで没した。